# Bangun Purba (Bangun Purba, Deli Serdang)
Bangun Purba is een bestuurslaag in het regentschap Deli Serdang van de provincie Noord-Sumatra, Indonesië. Bangun Purba telt 2534 inwoners (volkstelling 2010).